# GigaGet
GigaGet — свободный менеджер закачек с открытым исходным кодом для загрузки файлов из Интернета или локальной сети. Утилита не является кроссплатформенным программным обеспечением и работает только на компьютерах под управлением 32-битных операционных систем Microsoft Windows.

## Описание
GigaGet предназначена для загрузки файлов из Интернета или локальной сети.
Утилита поддерживает популярные протоколы и интеграцию в веб-браузеры Internet Explorer и Mozilla Firefox, а также в антивирусные программы для проверки ими скачанных файлов на наличие вирусов после загрузки в систему. Поддерживает экспорт/импорт списка задач, настройку прокси-серверов, осуществляет мониторинг URL ссылок, отсутствует какая-либо реклама и многое другое.
Разработка проекта прекращена.

## Возможности
- Загрузка файлов по протоколам FTP и HTTP.
- Одновременная загрузка с нескольких серверов.
- Возобновление загрузки файла с последнего места его разрыва (докачка).
- Возможность приостанавливать и возобновлять загрузки.
- Интеграция в веб-браузеры Internet Explorer и Mozilla Firefox.
- Мониторинг буфера обмена на наличие URL-ссылок.
- Планировщик задач (загрузка неограниченного количества файлов по расписанию в разное время суток).
- Отсутствие рекламы.
- Возможность ограничить скорость и число соединений для каждого загружаемого файла.
- Настройка автозагрузки типов файлов.
- Установка каталога для сохранения скачанных, а также временных файлов.
- Звуковые события.
- Отключение питания компьютера или Интернет-соединения после завершения загрузки.
- Поддержка скинов.
- Экспорт/импорт списка задач.
- Интеграция с антивирусами, а также проверка скачанных файлов на наличие вирусов.
- Многофункциональная настройка и работа с прокси.